# Poecilopsis semicaledonica
Poecilopsis semicaledonica là một loài bướm đêm trong họ Geometridae.